# Liste der venezolanischen Botschafter in Deutschland
Adresse der Botschaft:
- 1954: Gesandtschaft von Venezuela Bonn, Kaiser-Karl-Ring 15
- 1956: Koblenzer Straße 16 in Bad Godesberg
- ab Oktober 1981 in der Godesberger Allee 119
- ab 1986 im Rheingarten 7 in Bonn-Beuel
- 1993–1999: An der Großen Weinmeisterstraße 53 in Potsdam
- Seit 2001 Schillstraße 9–10 in Berlin

| Ernennung     | Akkreditierung | Name                                | Bemerkungen | ernannt von                 | akkreditiert während der Regierung von | Posten verlassen |
| ------------- | -------------- | ----------------------------------- | --- | --------------------------- | -------------------------------------- | ---------------- |
| 22. Aug. 1893 |                |                                     | Am 22. August 1893 wurde eine Gesandtschaft der Vereinigten Staaten von Venezuela im Deutschen Reich eingerichtet. | Joaquín Crespo              | Wilhelm II.                            |                  |
| 8. Jan. 1896  | 1. Sep. 1896   | Juan Pietri                         | Geschäftsträger (* 28. September 1849 Río Caribe (Edo. Sucre); † 28. Mai 1911 in Caracas)                          | Joaquín Crespo              | Wilhelm II.                            | 1. Mai 1899      |
| 20. Jan. 1906 | 8. Mai 1906    | José Gil Fortoul                    | Geschäftsträger (* 1861 † 1943)                                                                                    | Cipriano Castro             | Wilhelm II.                            |                  |
| 10. Dez. 1909 | 20. Jan. 1910  | Santos Aníbal Dominici              | Geschäftsträger (* 1869; † 1954)                                                                                   | Juan Vicente Gómez          | Wilhelm II.                            | 14. Juli 1910    |
| 14. Juli 1910 | 31. Aug. 1910  | Santos Anibal Dominici              | Ministro Residente                                                                                                 | Juan Vicente Gómez          | Wilhelm II.                            | 31. Okt. 1910    |
| 31. Okt. 1910 |                | José Ignacio Cárdenas               | außerordentlicher Gesandter (* 1874 † 1949)                                                                        | Juan Vicente Gómez          | Wilhelm II.                            | 1. Juli 1914     |
| 1. Juli 1914  |                | Gustavo Sánchez Becerra             | Geschäftsträger (* 1886; † 7. April 1917 in Berlin)                                                                | Victorino Márquez Bustillos | Wilhelm II.                            | 7. Apr. 1917     |
| 7. Apr. 1917  |                | José Ignacio Cárdenas               | außerordentlicher Gesandter                                                                                        | Juan Vicente Gómez          | Wilhelm II.                            | 1921             |
| 14. Sep. 1921 | 18. Nov. 1921  | Manuel Revenga                      | (* 10. Juni 1847 in Caracas)                                                                                       | Juan Vicente Gómez          | Constantin Fehrenbach                  | 7. Sep. 1923     |
| 7. Sep. 1923  | 12. Okt. 1923  | Demetrio Lossada Días               | (* 30. September 1868; † 30. November 1930)                                                                        | Juan Vicente Gómez          | Wilhelm Cuno                           | 3. März 1927     |
| 3. März 1927  |                | Eduardo José Dagnino Penny          | | Juan Vicente Gómez          | Wilhelm Marx                           | 6. Okt. 1936     |
| 6. Okt. 1936  |                | Silvestre Tovar Lange               | (* 1889; † 1936) von 17. November 1937 bis 31. August 1939 Botschafter in Den Haag.                                | Eleazar López Contreras     | Kabinett Hitler                        | 17. Nov. 1937    |
| 17. Nov. 1937 |                | Gustavo Herrera                     | (* 12. April 1890; † 1. Februar 1953)                                                                              | Eleazar López Contreras     | Kabinett Hitler                        |                  |
| 1. Sep. 1939  |                | Alberto Zérega Fombona              | († 1968) | Eleazar López Contreras     | Kabinett Hitler                        | 31. Dez. 1941    |
| 31. Dez. 1941 | 30. Apr. 1945  |                                     | Schutzmacht Schweiz                                                                                                | Isaías Medina Angarita      | Kabinett Hitler                        | 2. Jan. 1952     |
| 2. Jan. 1952  |                | Carlos Cristianos Rojas             | | Marcos Pérez Jiménez        | Kabinett Adenauer I                    |                  |
| 25. Feb. 1954 | 1. Juli 1955   | Eduardo Marturet                    | (* 1907) Am 2. Mai 1955 wurde die Gesandtschaft zur Botschaft aufgewertet.                                         | Marcos Pérez Jiménez        | Kabinett Adenauer II                   | 10. Juli 1958    |
| 27. Mai 1958  | 10. Juli 1958  | Régulo Burelli Rivas                | (* 1917; † 1984)                                                                                                   | Wolfgang Larrazábal         | Kabinett Adenauer III                  | 23. Okt. 1961    |
| 23. Okt. 1961 |                | Francisco Alvarez Chacín            | | Rómulo Betancourt           | Kabinett Adenauer III                  | 7. Nov. 1967     |
| 16. Sep. 1963 |                | Henrique J. Velutini                | | Rómulo Betancourt           | Kabinett Adenauer V                    | 8. Okt. 1963     |
| 16. Aug. 1965 |                | Atilio Bríllembourg                 | | Raúl Leoni                  | Kabinett Erhard I                      | 8. Okt. 1965     |
| 23. Aug. 1966 | 25. Okt. 1966  | Eligio Anzola                       | | Raúl Leoni                  | Kabinett Erhard II                     | 16. Jan. 1968    |
| 16. Jan. 1968 | 23. Apr. 1968  | Francisco Alvarez Chacín            | (* 1913 in Tucupido)                                                                                               | Raúl Leoni                  | Kabinett Kiesinger                     |                  |
| 13. Juni 1969 | 3. Okt. 1969   | Ernesto Faría Galán                 | († 18. Juli 1971)                                                                                                  | Rafael Caldera              | Kabinett Kiesinger                     | 18. Juli 1971    |
| 3. Jan. 1972  | 25. Mai 1972   | Walter Brandt                       | | Rafael Caldera              | Kabinett Brandt I                      | 30. Sep. 1974    |
| 30. Sep. 1974 | 4. Juni 1975   | Armando Molina Landaeta             | [ 2 ] | Carlos Andrés Pérez         | Kabinett Schmidt I                     | 7. Sep. 1976     |
| Okt. 1976     |                | José Francisco Sucre Figarella      | | Carlos Andrés Pérez         | Kabinett Schmidt I                     | 3. Apr. 1980     |
| 3. Apr. 1980  |                | Adolfo Aristeguieta Gramcko         | | Luís Herrera Campíns        | Kabinett Schmidt II                    | 1980             |
| 5. Okt. 1984  |                | Humberto Alcalde Alvarez            | | Luís Herrera Campíns        | Kabinett Schmidt II                    | 5. Dez. 1986     |
| 14. Dez. 1989 |                | Rafael León Morales                 | | Luís Herrera Campíns        | Kabinett Schmidt II                    | 6. Juli 1991     |
| 21. Mai 1991  | 5. Sep. 1991   | Fernando Báez Duarte                | | Carlos Andrés Pérez         | Kabinett Kohl IV                       | 1993             |
| 12. Sep. 1994 |                | Erik Becker Becker                  | (* 4. April 1943)                                                                                                  | Ramón José Velásquez        | Kabinett Kohl IV                       | 25. Mai 2002     |
| 1. Juli 2002  |                | Anna Cazzadore                      | Geschäftsträgerin                                                                                                  | Hugo Chávez                 | Kabinett Merkel II                     |                  |
| 2010          |                | Blancanieves Portocarrero de Guzmán | (* 5. August 1935 in Valencia; † 21. November 2010 ebenda)                                                         | Hugo Chávez                 | Kabinett Merkel II                     | 21. Nov. 2010    |
| 29. Nov. 2012 |                | Rodrigo Oswaldo Chaves Samudio      | [ 5 ] | Nicolás Maduro              | Kabinett Merkel II                     |                  |
| 17. Feb. 2015 |                | Ramon Orlando Maniglia Ferreira     | |                             |                                        |                  |